# Malville
För andra betydelser, se Malville (olika betydelser).
Malville är en kommun i departementet Loire-Atlantique i regionen Pays de la Loire i nordvästra Frankrike. Kommunen ligger i kantonen Savenay som tillhör arrondissementet Saint-Nazaire. År 2022 hade Malville 3 689 invånare.

## Befolkningsutveckling
Antalet invånare i kommunen Malville
| Referens: INSEE |